# Galten Sogn
Galten Sogn er et sogn i Skanderborg Provsti (Århus Stift).
I 1800-tallet var Stjær Sogn og Galten Sogn annekser til Storring Sogn. Alle 3 sogne hørte til Framlev Herred i Aarhus Amt. Storring-Stjær-Galten sognekommune blev ved kommunalreformen i 1970 kernen i Galten Kommune, der ved strukturreformen i 2007 indgik i Skanderborg Kommune.
I Galten Sogn ligger Galten Kirke.
I sognet findes følgende autoriserede stednavne:
- Galten (bebyggelse, ejerlav)
- Gyvelparken (bebyggelse)
- Hinge Mark (bebyggelse)
- Høver (bebyggelse, ejerlav)
- Klank (bebyggelse)
- Skolebakken (bebyggelse)
- Smedskov (areal)